# واریک (رود آیلند)
واریک (به انگلیسی: Warwick) شهری در ایالت رود آیلند کشور ایالات متحده آمریکا است که جمعیت آن در سرشماری سال ۲۰۱۰ میلادی، ۸۲٬۶۷۲ نفر بوده‌است.